# Roxenbaden
Roxenbaden är en småort i Stjärnorps socken i Linköpings kommun. Orten ligger på sjön Roxens norra sida och innehåller relativt mycket fritidsbyggelse.